# Pölstal
Pölstal ist eine Marktgemeinde im Bezirk Murtal in der Steiermark.

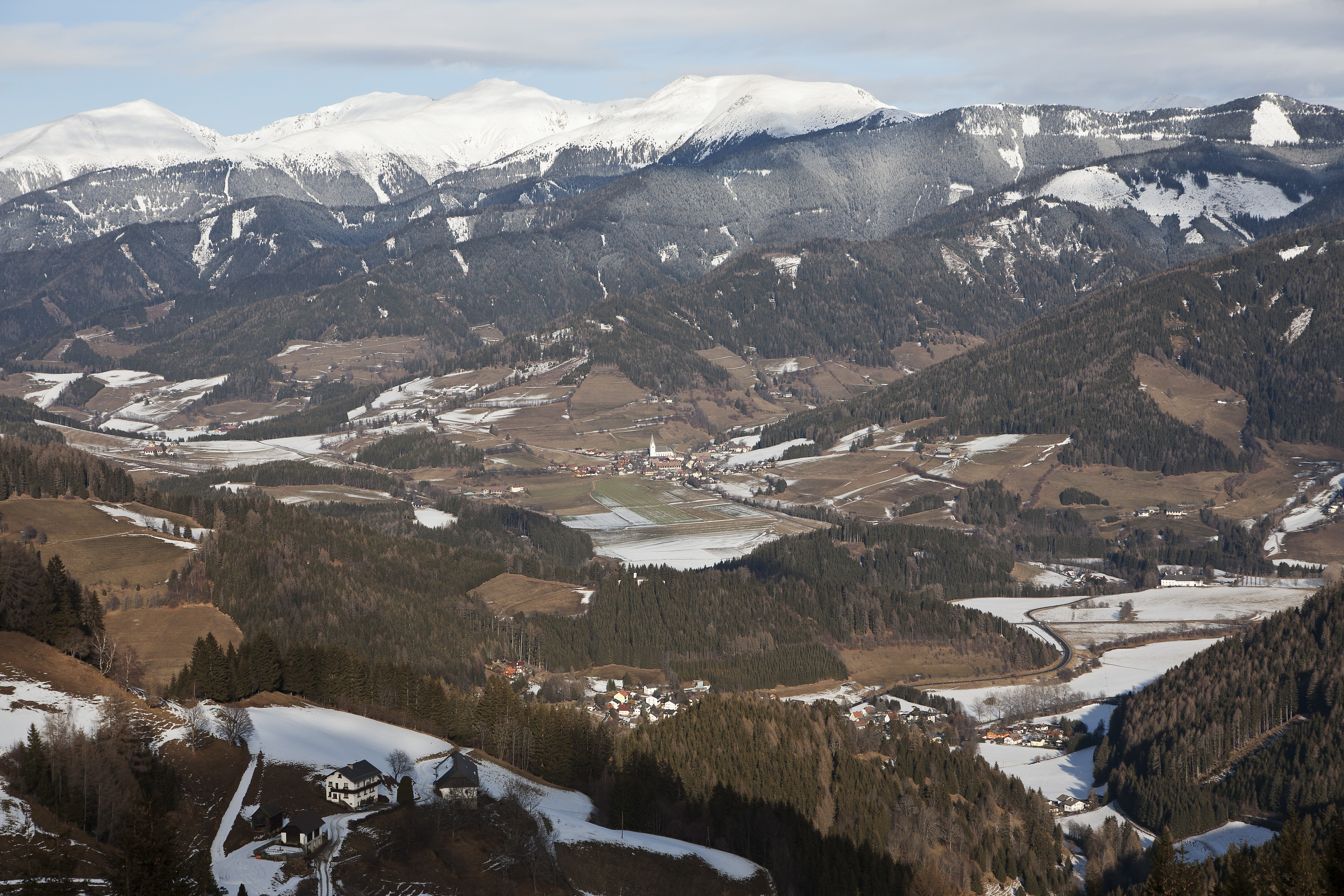
Blick auf Sankt Oswald bei Möderbrugg

## Geografie

### Lage
Die Gemeinde umfasst das obere Pölstal mit den Zubringerbächen, von denen der Bretsteinbach und der Blahbach die größten sind. Vom tiefsten Punkt in Unterzeiring, das rund 900 Meter über dem Meer liegt, steigt das Land größtenteils bewaldet bis auf über 2300 Meter an. Die Gesamtfläche beträgt 270,60 Quadratkilometer. Davon sind zwei Drittel bewaldet, zwölf Prozent werden landwirtschaftlich genutzt, dreizehn Prozent sind Almen und acht Prozent sind alpines Gebiet.

### Gemeindegliederung
Die Gemeinde Pölstal entstand zum Jahresbeginn 2015 im Rahmen der Gemeindestrukturreform in der Steiermark
aus den mit Ende 2014 aufgelösten Gemeinden Oberzeiring, Bretstein, Sankt Johann am Tauern und Sankt Oswald-Möderbrugg.
Den Rang einer Marktgemeinde übernahm die neue Gemeinde von Oberzeiring.
Das Gemeindegebiet gliedert sich in neun Ortschaften (in Klammern Einwohnerzahl Stand 1. Jänner 2025):
- Bretstein (309)
- Gföllgraben (49)
- Möderbrugg (588)
- Oberzeiring (605)
- Sankt Johann am Tauern Schattseite (105)
- Sankt Johann am Tauern Sonnseite (318)
- Sankt Oswald bei Zeiring (420)
- Zeiringgraben (35)
- Zugtal (86)

Die ehemaligen Gemeinden werden als Ortsteile geführt, wobei die 1850 vereinigten Sankt Oswald und Möderbrugg wieder getrennt sind.
Die Gemeinde besteht aus sechs Katastralgemeinden (Fläche Stand 31. Dezember 2023):
- Bretstein (9.135,84 ha)
- Möderbrugg (1.964,54 ha)
- Oberzeiring (3.822,82 ha)
- St. Johann Schattseite (3.456,86 ha)
- St. Johann Sonnseite (5.018,94 ha)
- St. Oswald (3.660,64 ha)

### Nachbargemeinden
Je eine der acht Nachbargemeinden liegt im Bezirk Liezen (LI) bzw. im Bezirk Murau (MU).
|                          | Rottenmann (LI)                             | Hohentauern       |
| Pusterwald Oberwölz (MU) | Kompassrose, die auf Nachbargemeinden zeigt | Gaal              |
| Unzmarkt-Frauenburg      | Sankt Georgen ob Judenburg                  | Pöls-Oberkurzheim |

## Geschichte

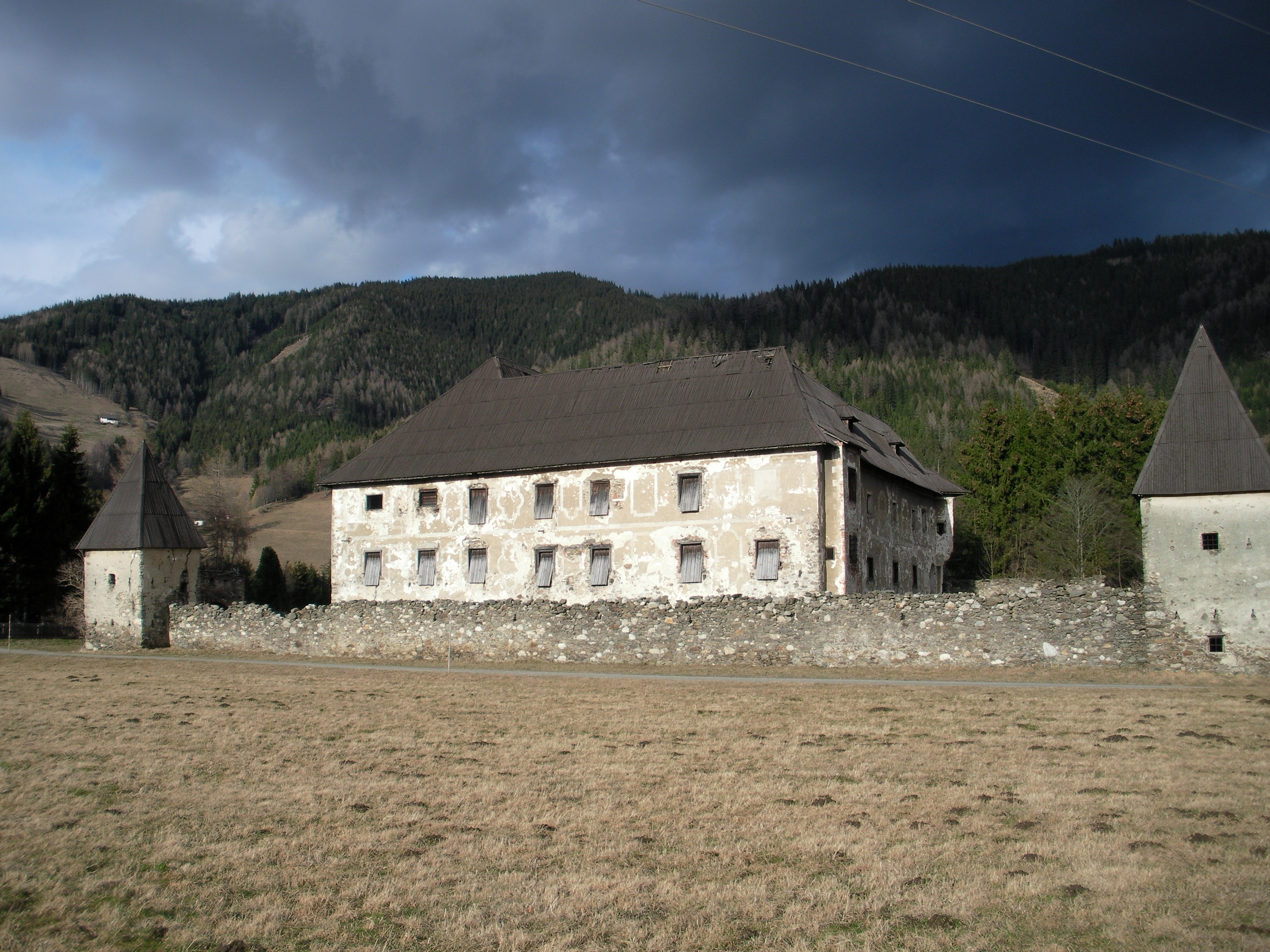
Schloss Hanfelden

Im oberen Pölstal wurde schon um 1000 vor Christus Silber abgebaut. Zwischen Unterzeiring und Pöls befinden sich rund 80 noch nicht datierte Hügelgräber, die in drei Linien von etwa ein bis zwei Kilometern Länge angeordnet sind. Diese geplante Anordnung der Gräberzeilen ist sonst nur aus Stonehenge und Südschweden bekannt.
Die erste urkundliche Erwähnung von Oberzeiring erfolgte im Jahr 1265, bereits 1279 erfolgte die Markterhebung, 1284 kam das Münzrecht dazu. Bis in das späte Mittelalter waren der Silberbergbau und die silbernen Zeyringer Pfennigs bekannt. Der Abbau des Erzes erfolgte in Kriechstollen mit einer Höhe von 1,20 Meter. Das Gestein wurde in Erzschüsseln oder Lederbeuteln, die auf den Rücken von Hunden gebunden wurden, aus den Stollen hinausgetragen.
Am Ende des 15. Jahrhunderts wurde das Schloss Hanfelden vom Mauteinnehmer Hans Han erbaut. Es war vermutlich eine Erweiterung eines bereits bestehenden Gebäudes. Der älteste heute erhaltene Teil ist ein um 1400 erbauter gotischer Wohnturm. Um 1500 gab es mehrere Umbauten und eine Erweiterung um eine rechteckige Ringmauer mit Ecktürmen. Im Barock wurde die Fassade umgestaltet, um 1900 wurden Öfen eingebaut. Es erfolgte allerdings keine Wasserzuleitung. Durch die geringen Veränderungen hat sich ein typisches Renaissanceschloss erhalten.
In der Mitte des 20. Jahrhunderts wurde ein Teil des früheren Silberbergwerkes als Schaubergwerk mit einem Museum eröffnet.

## Kultur und Sehenswürdigkeiten
- Schloss Hanfelden
- Brücke von Oberzeiring

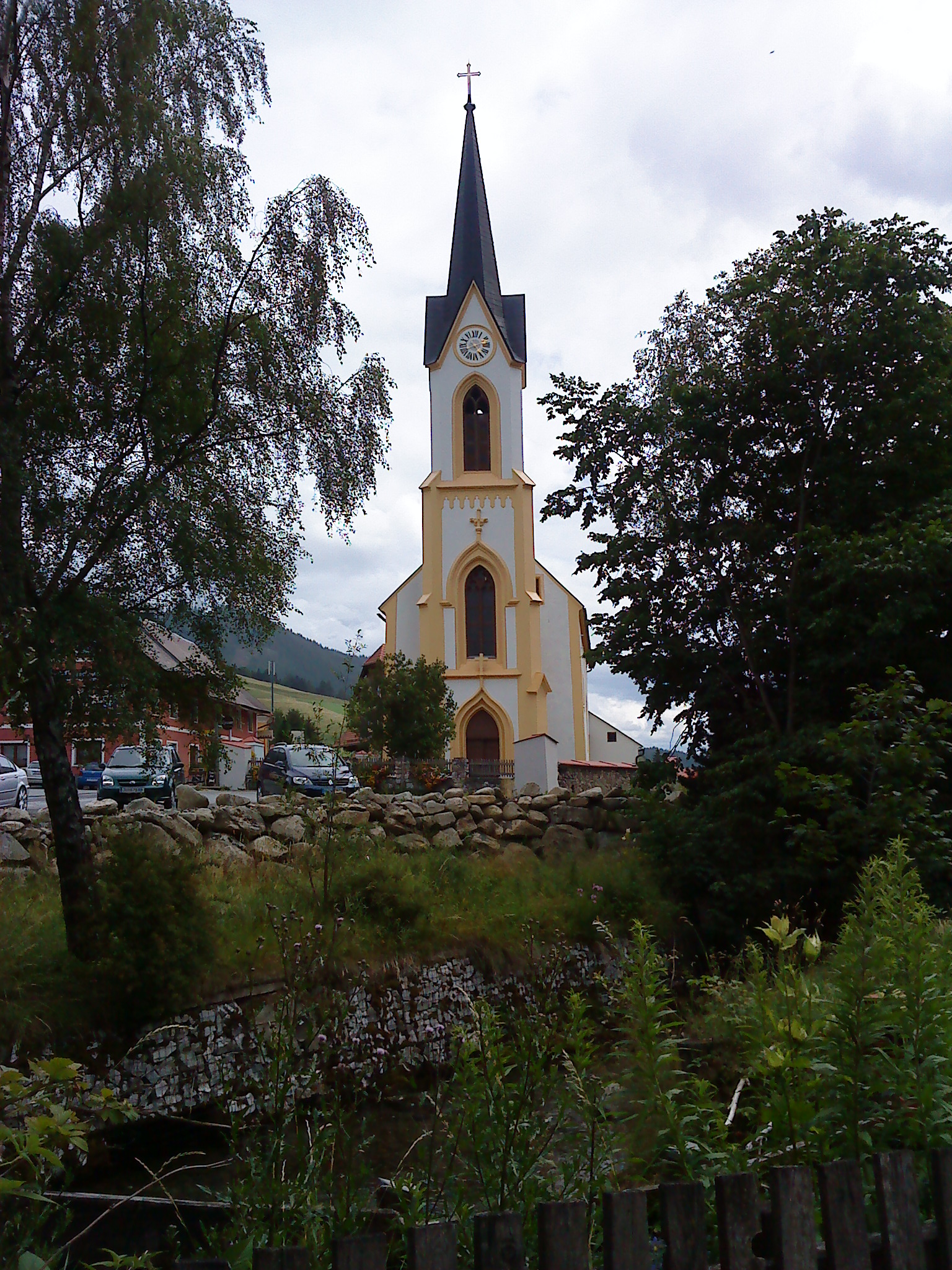
Pfarrkirche St. Johann am Tauern

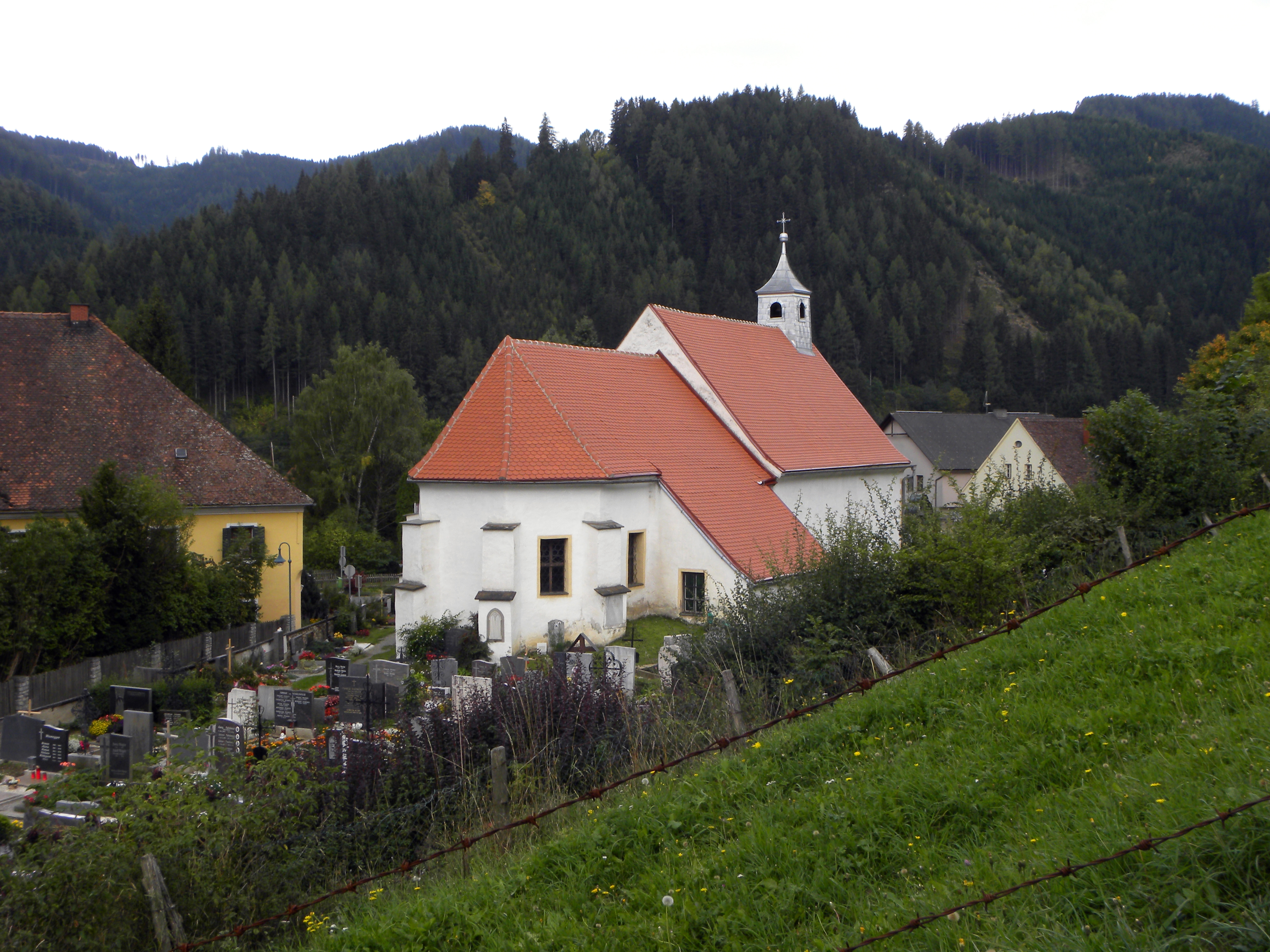
Friedhofskirche Oberzeiring

- Katholische Pfarrkirche Bretstein hl. Katharina
- Katholische Pfarrkirche Oberzeiring hl. Nikolaus
- Katholische Friedhofskirche Oberzeiring hl. Elisabeth
- Katholische Pfarrkirche St. Johann am Tauern hl. Johannes der Täufer
- Evangelische Pfarrkirche St. Johann am Tauern
- Katholische Pfarrkirche St. Oswald bei Zeiring hl. Oswald

## Wirtschaft und Infrastruktur

### Wirtschaftssektoren
Im Jahr 2011 gab es in der Gemeinde 200 Arbeitsplätze in der Landwirtschaft, 221 im Produktionssektor und 446 im Dienstleistungssektor. In der Produktion war der größte Arbeitgeber der Bereich Warenherstellung mit 162 Erwerbstätigen. Im Dienstleistungssektor arbeiteten 180 Menschen in sozialen und öffentlichen Diensten, 98 in Beherbergung und Gastronomie und 83 im Handel.
Die folgende Tabelle zeigt die Entwicklung der Betriebsanzahl und der Beschäftigten in den Wirtschaftssektoren:
| Wirtschaftssektor            | Anzahl Betriebe | Anzahl Betriebe | Anzahl Betriebe | Erwerbstätige | Erwerbstätige | Erwerbstätige |
| Wirtschaftssektor            | 2021            | 2011            | 2001            | 2021          | 2011          | 2001          |
| ---------------------------- | --------------- | --------------- | --------------- | ------------- | ------------- | ------------- |
| Land- und Forstwirtschaft 1) | 140             |                 |                 | 177           | 200           | 190           |
| Produktion                   | 40              | 40              | 27              | 234           | 221           | 208           |
| Dienstleistung               | 127             | 119             | 94              | 435           | 446           | 448           |

1) Betriebe mit Fläche in den Jahren 2010 und 1999

### Berufspendler
Von den 1334 Erwerbstätigen, die 2011 in Pölstal lebten, arbeitete die eine Hälfte in der Gemeinde, die andere Hälfte pendelte aus. Etwas mehr als 200 Menschen kamen aus der Umgebung zur Arbeit nach Pölstal.

### Fremdenverkehr
Die Gemeinde bildet gemeinsam mit Pusterwald und Pöls-Oberkurzheim den Tourismusverband „Region Pölstal“. Dessen Sitz ist die Gemeinde Pölstal.

## Politik

### Gemeinderat
Der Gemeinderat hat 15 Mitglieder.
- Mit den Gemeinderatswahlen in der Steiermark 2015 hatte der Gemeinderat folgende Verteilung: 7 ÖVP, 5 SPÖ und 3 FPÖ.[18]
- Mit den Gemeinderatswahlen in der Steiermark 2020 hat der Gemeinderat folgende Verteilung: 7 ÖVP, 6 SPÖ, 1 FPÖ und 1 NEOS.[19]

### Bürgermeister
- 2015–2023 Alois Mayer (ÖVP)[20]
- seit 2023 Ewald Haingartner (ÖVP)[21]